# Малік Сілі
Малік Сілі (англ. Malik Sealy, 1 лютого 1970, Бронкс, Нью-Йорк, США — 20 травня 2000, Сент-Луїс-Парк, Міннесота, США) — американський професіональний баскетболіст, що грав на позиціях легкого форварда і атакувального захисника за декілька команд НБА.

## Ігрова кар'єра
Починав грати у баскетбол у команді старшої школи Толентайн (Бронкс, Нью-Йорк). На університетському рівні грав за команду Сент-Джонс (1988–1992). За час студентської кар'єри набрав 2,401 очко, що стало другим результатом в історії закладу.
1992 року був обраний у першому раунді драфту НБА під загальним 14-м номером командою «Індіана Пейсерз». Захищав кольори команди з Індіани протягом наступних 2 сезонів.
З 1994 по 1997 рік грав у складі «Лос-Анджелес Кліпперс».
1997 року перейшов до «Детройт Пістонс», у складі якої провів наступний сезон своєї кар'єри.
Останньою ж командою в кар'єрі гравця стала «Міннесота Тімбервулвз», до складу якої він приєднався 1999 року і за яку відіграв один сезон.
20 травня 2000 року загинув в автомобільній аварії, коли водій пікапа виїхав на зустрічну смугу та зіткнувся з автомобілем Сілі.
За час ігрової кар'єри набирав 10,1 очка за гру.